# John Ackroyd (cầu thủ bóng đá, sinh năm 1868)
John Ackroyd (sinh năm 1868) là một cầu thủ bóng đá thi đấu ở vị trí tiền đạo tại Football League cho Grimsby Town và Rotherham Town. Mùa giải 1891−92 trong một trận đấu cho Grimsby trước Lincoln City ông ghi 4 bàn trong thắng lợi 6−1. Ông cũng thi đấu cho Heanor Town.